# Demosthenesia spectabilis
Demosthenesia spectabilis là một loài thực vật có hoa trong họ Thạch nam. Loài này được (Rusby) A.C.Sm. mô tả khoa học đầu tiên năm 1936.